# Merav Barnea
Merav Barnea (* März 1971 in Kfar Saba, Israel) ist eine israelische Opern-, Operetten- und Konzertsängerin in der Stimmlage dramatischer Sopran.

## Leben und Wirken
Merav Barnea sammelte im Alter von 15 Jahren, mit Shoshana Damari und Esther Ofarim als künstlerischen Vorbildern, erste Bühnenerfahrung in einer Vokalgruppe mit israelischer Volksmusik. Nach Ableistung des Militärdienstes studierte sie 1992–1996 Gesang bei Tamar Rachum an der Rubin Music Academy Tel Aviv, Abschlussnote „Mit Auszeichnung“, 1996–1999 an der Hochschule der Künste Berlin bei Ingrid Figur, weitere Lehrer Aribert Reimann, Axel Bauni und Peter Raski, Abschlussnote „Mit Auszeichnung“. In Anerkennung ihrer Leistung bei Gesangswettbewerben folgte Merav Barnea 1999 einer Einladung, in der Berliner Philharmonie Olivier Messiaens „Chants de Terre et de Ciel“ zu singen.
Merav Barnea debütierte 1999 am Opernhaus Tel Aviv als Erste Dame (Zauberflöte). Des Weiteren sang sie Rosalinde (Fledermaus), Micaela (Carmen), Leonore (Fidelio), Hanna Glawari (Lustige Witwe), Mutter (Hänsel und Gretel), Max (Max und Moritz, Oper von Gil Shohat), Lucy (The Telephone), Margarete (Faust) und andere.
Von 2006 bis 2009 war Merav Barnea Ensemblemitglied am Theater Ulm. Hier debütierte sie als Marie (Wozzeck). Weitere Partien: Fata Morgana (Die Liebe zu den drei Orangen), Poppea (Die Krönung der Poppea), Agathe (Freischütz), Lady Macbeth (Macbeth), Tatjana (Eugen Onegin), Elisabeth (Tannhäuser), Rosalinde (Die Fledermaus) und Tosca in der gleichnamigen Oper.
Die inzwischen freischaffende Künstlerin ist als Konzertsängerin in Europa sowie in Israel tätig. Neben dem klass. Repertoire bilden Lieder des Jüdischen Volkes sowie Werke des 20. Jhd. einen Schwerpunkt, darunter mehrere Uraufführungen und CD-Produktionen Auswahl: Erich Eisner „Cantata Bolivia“, Tsippi Fleischer „Victoria and the Men“, Aharon Harlap „Pictures of the private collection of God“, „My father will no longer bless the bread“, Ludvig Irgens-Jensen „Japanese Spring“, Frank Martin „In terra Pax“, G. Shohat „Michal“, „Zor & Jerusalem“, 8. Sinfonie, Somtow Sucharitkul „Songs before Dawn“, Viktor Ullmann, Kurt Weill. Zum 60. Staatsjubiläum Israels 2008 gastierte Merav Barnea, zusammen mit dem Pianisten Adi Bar, in mehreren Städten Deutschlands. Videos, Fernseh- und Rundfunkauftritte runden ihre künstlerische Tätigkeit ab.
Als eine der führenden klassischen Sängerinnen in Israel genießt Merav Barnea die Unterstützung des Israel Vocal Arts Institute und der America-Israel Cultural Foundation. Zusätzlich zu ihren vielfältigen Auftritten unterrichtete die Sopranistin "Klassischen Gesang" an der Städt. Jugendmusikschule in Ehingen (Donau).
Zurzeit lebt die Künstlerin in München. Sie ist verheiratet mit Art Director Moshe Ushpiz und Mutter von drei Töchtern.

## Auszeichnungen
- 1998, 1999 und 2008: Stipendium der Richard-Wagner-Stiftung
- 1999: Stipendium der Paul-Hindemith-Gesellschaft
- 1999: Zweiter Preis Songs by Holocaust Victim Composers-Wettbewerb Jerusalem
- 1999: Zweiter Preis Paula-Salomon-Lindberg-Gesangswettbewerb (Lied des 20. Jh.) Berlin (Erster Preis wurde nicht verliehen)